# Podismopsis tumenlingensis
Podismopsis tumenlingensis is een rechtvleugelig insect uit de familie veldsprinkhanen (Acrididae). De wetenschappelijke naam van deze soort is voor het eerst geldig gepubliceerd in 1992 door Zhang & Ren.